# Сол 3
«Сол 3» (нід. Sol 3) — науково-фантастичний роман Пауля ван Герка. Тринадцятий роман у збірці «Ганімед 4», опублікованій видавництвом A.W. Bruna Uitgevers. Ця збірка оповідань була створена завдяки проханням читачів та інших любителів жанру, які іноді хотіли викласти свою власну історію на папері. Перший роман Ван Герка датується 1965 роком; він вже був відомим у світі письменників під час виходу цього роману. Це оповідання має деяку подібність до його роману «Мій друг DX5», який розглядає варіанти походження людства. Sol 3 — гумористична інтерпретація Ван Герка про походження Землі та історію її створення.

## Сюжет
Людина отримує величезну суму грошей у спадщину через смерть його трьох батьків. Замість того, щоб заощаджувати або вкладати кошти, він звертається до офіс-менеджера, щоб купити планету. На такий випадок є угода сонячної системи з приблизно десятьма планетами, для яких ще потрібно запалити сонце. Є деякі можливості для експлуатації третьої планети. Проте в договорі зазначено, що:
- повинна бути рослинність, яка продовжує рости;
- повинні жити тварини;
- мають бути зображення планети.

Людина не може втручатися у все через брак часу, але через шість довгих робочих днів він дивиться на все з задоволенням. Тільки після цього розпочинаються справжні проблеми. Рослини та тварини розвиваються, як і очікувалося, але зі створенням зображення виникають проблеми, воно просто не працює. Людина робить все, щоб перенести їх убік, але це не спрацьовує. Тоді він посилає потоп, чари та війни на істот, але вже пізно. Вони вже встановили власний контроль. Ситуація загострюються: тепер вони погрожують відвідати його в космосі.